# فاسيلي جاردان
فاسيلي جاردان (بالرومانية: Vasile Jardan)‏ (20 يوليو 1993 بكيشيناو في مولدوفا - ) هو لاعب كرة قدم مولدوفي في مركز الدفاع. لعب مع نادي داسيا كيشيناو.

## روابط خارجية
- فاسيلي جاردان على موقع قاعدة بيانات كرة القدم.إي يو (الإنجليزية)
- فاسيلي جاردان على موقع Soccerway.com (الإنجليزية)